# Escut de Costa Rica
L'escut de Costa Rica fou adoptat originàriament el 29 de setembre de 1848, juntament amb la bandera. Els dos símbols estatals foren dissenyats per Pacífica Fernández, esposa del president d'aleshores, José María Castro Madriz.
Es va modificar el 27 de novembre de 1906, tot suprimint-hi els elements militars (rifles, canó, piques), les banderes i el corn de l'abundància que adornaven el primer disseny. El 1964 s'hi van afegir dues estrelles, corresponents a les dues noves províncies de Puntarenas i Limón. Finalment, el 5 de maig de 1998, mitjançant el Decret Executiu núm. 26853-SP, se li va donar la forma actual, incloent-hi els volcans fumejants, ja que abans no sortia fum de dalt del cim de cadascun.
S'hi representen tres volcans –simbolitzant les tres serralades del territori costa-riqueny– damunt una extensa vall, situats entre dos oceans –el Pacífic i l'Atlàntic–, amb un vaixell mercant navegant per cadascun dels oceans, en al·lusió a la història marítima del país. A l'horitzó, a la destra, s'hi veu un sol ixent. Al cap, un arc de set estrelles que simbolitzen les províncies de la república. Tot plegat, envoltat per un marc d'or, en representació del gra d'or, el cafè. A la part superior de la bordura, dues palmes encreuades i una cinta d'argent amb el nom de l'estat en espanyol, en lletres d'or: REPÚBLICA DE COSTA RICA. A dalt de tot, una cinta blava amb la llegenda AMÉRICA CENTRAL.
L'escut apareix també a la bandera d'ús estatal i martítim, damunt la franja vermella, en un fons blanc, però no apareix a la bandera d'ús civil.

## Història
Anteriorment a la independència, Costa Rica va usar l'escut espanyol fins al 1821 i el de Mèxic fins al 1824, ja que després de separar-se d'Espanya va formar part de l'Imperi Mexicà.
El març del 1824, en incorporar-se a les Províncies Unides de l'Amèrica Central, va adoptar-ne l'escut, de forma triangular i amb cinc volcans i el barret frigi, molt semblant als actuals d'El Salvador i Nicaragua. Aquest escut fou modificat lleugerament al final del 1824, arran de la proclamació de la República Federal. Aleshores, cadascun dels Estats de la federació va adoptar el seu propi escut: el de Costa Rica representava el tors nu d'un home en un cercle voltat de muntanyes.
En separar-se de la federació, el 1840 l'Estat Sobirà de Costa Rica va adoptar un nou escut, també de forma circular, amb una estrella radiant. Posteriorment, el 1842 es van tornar a adoptar els símbols de la República Federal fins al 1848, en què es crea el nou escut de la República de Costa Rica.

## Escuts utilitzats anteriorment

Escut de les Províncies Unides de l'Amèrica Central (1824)
Escut de la República Federal de l'Amèrica Central (1824-1840)
Escut de l'Estat de Costa Rica dins la Federació (1824-1840) i de l'Estat Sobirà de Costa Rica (1842-1848)
Escut de l'Estat Sobirà de Costa Rica (1840-1842)
Escut de Costa Rica (1848 - 1906)